# Vokalis
Vokalis eller vocalise, sång utan ord. Kan vara en sång utan ackompanjemang eller sång med ackompanjemang. Sergej Rachmaninovs berömda Vocalise op.34:14 till exempel skrevs från början för sång och piano, men finns numera i ett otal olika arrangemang.
Vokalis kan även användas som titel, i överförd betydelse, på ett instrumentalt musikstycke för ett soloinstrument (som då tar solosångarens roll) och ett eventuellt ackompanjemang.